# Siegersdorf (Gemeinde Pottendorf)
Siegersdorf ist eine Ortschaft und eine Katastralgemeinde der Marktgemeinde Pottendorf im Bezirk Baden in Niederösterreich.

## Geografie
Das an der Fischa gelegene Dorf befindet sich südwestlich von Pottendorf und ist über die Landesstraße L4048 erreichbar. Zur Ortschaft zählt auch die Heißmühle im Norden.

## Geschichte
1938 waren in der Ortsgemeinde Siegersdorf ein Bäcker, ein Fleischer, ein Friseur, zwei Gastwirte, zwei Gemischtwarenhändler, ein Konsumverein, eine Mühle, ein Schreibwarenhändler, ein Schmied, drei Schuster, ein Trafikant und ein Viktualienhändler ansässig. Darüber hinaus gab es beim Ort eine Bandfabrik und eine Kabelfabrik.

## Kultur und Sehenswürdigkeiten
- Katholische Filialkirche Siegersdorf hl. Anna